# CD Tenerife
Club Deportivo Tenerife – hiszpański klub piłkarski z siedzibą w mieście Santa Cruz de Tenerife leżącym na Teneryfie (Wyspy Kanaryjskie). Drużyna występuje obecnie w Primera Federación, trzeciej w hierarchii lidze hiszpańskiej. Mecze domowe rozgrywa na stadionie Estadio de Tenerife o pojemności 22 948 widzów. Występował 13 sezonów w hiszpańskiej ekstraklasie Primera División, w latach: 1961–62, 1989–1999, 2001–02, 2009–10.

## Osiągnięcia
- Puchar Hiszpanii: 
półfinał (1): 1993–94
ćwierćfinał (4): 1960–61, 1961–62, 1975–76, 1995–96
- Puchar UEFA – półfinał (1): 1996–97
- Primera División
5. miejsce (2): 1992/1993, 1995/1996

## Europejskie puchary
Legenda do wszystkich tabel:
- Q – runda eliminacyjna, 1/16, 1/8, 1/4, 1/2 – odpowiednia faza rozgrywek, Grupa – runda grupowa, 1r gr – pierwsza runda grupowa, 2r gr – druga runda grupowa, F – finał, R – runda, PO – play-off
- k. – rzuty karne, los. – losowanie, Dogr. – dogrywka, w. – zasada bramek strzelonych na wyjeździe

| Sezon   | Rozgrywki   | Runda | Przeciwnik       | Dom | Wyjazd | Ogólnie |
| ------- | ----------- | ----- | ---------------- | --- | ------ | ------- |
| 1993/94 | Puchar UEFA | 1R    | AJ Auxerre       | 2–2 | 1–0    | 3–2     |
| 1993/94 | Puchar UEFA | 2R    | Olympiakos SFP   | 2–1 | 3–4    | 5–5, w. |
| 1993/94 | Puchar UEFA | 3R    | Juventus F.C.    | 2–1 | 0–3    | 2–4     |
| 1996/97 | Puchar UEFA | 1R    | Maccabi Tel Awiw | 3–2 | 1–1    | 4–3     |
| 1996/97 | Puchar UEFA | 2R    | S.S. Lazio       | 5–3 | 0–1    | 5–4     |
| 1996/97 | Puchar UEFA | 3R    | Feyenoord        | 0–0 | 4–2    | 4–2     |
| 1996/97 | Puchar UEFA | 1/4   | Brøndby          | 0–1 | 2–0    | 2–1     |
| 1996/97 | Puchar UEFA | 1/2   | FC Schalke 04    | 1–0 | 0–2    | 1–2     |